# Muhaymin Mustafa
Muhaymin Mustafa (Nicosia Nord, 10 febbraio 1999) è un cestista turco con cittadinanza cipriota.

## Palmarès
- Coppa di Turchia: 1

Anadolu Efes: 2018